# NGC 277
NGC 277 este o galaxie lenticulară, posibil eliptică, situată în constelația Balena. A fost descoperită în 8 octombrie 1864 de către Heinrich Louis d'Arrest.